# Commoniella fredericki
Commoniella fredericki är en tvåvingeart som beskrevs av Paramonov 1958. Commoniella fredericki ingår i släktet Commoniella och familjen Pyrgotidae. Inga underarter finns listade i Catalogue of Life.